# 2944 Peyo
2944 Peyo è un asteroide della fascia principale. Scoperto nel 1935, presenta un'orbita caratterizzata da un semiasse maggiore pari a 2,6483747 UA e da un'eccentricità di 0,1659292, inclinata di 10,65087° rispetto all'eclittica.